# آي ميد إت (كاش مني هيروز)
آي ميد إت (بالإنجليزية: I Made It)‏، (بالعربية:صنعته) هي أول أغنية منفردة من البوم كيفين رودولف الثاني.
هذه الأغنية صدرت في 2 فبراير 2010,لكنها بثت قبل صدورها على آي تيونز,بثت على KAMP-FM في لوس أنجلس قبل صدورها كأغنية فردية. الأغنية بالاشتراك مع بيردمان، جاي سين وليل واين.

## الفيديو كليب
ظهر الفيديو كليب لأول مرة على موقع يوتيوب في مساء الخامس من فبراير 2010.

## رسم التاريخ
في 11 فبراير 2010 ضهرت الأغنية لأول مرة على Billboard Hot 100 في رقم 59.

## إعلانات
الاغنية كانت في إعلان للعرض الالمصارعة العالمية الترفيهية ريستليمانيا 26 مما يجعلها الأغنية الرسمية للعرض.
الأغنية أيضا أستخدمت في إعلانات لبطولة أمريكا المفتوحة 2010.